# Faida di Everstein
La faida di Everstein fu un conflitto per la successione al dominio della signoria di Everstein, scoppiato all'interno della signoria di Lippe.

## Cause
Sul finire del medioevo, la signoria di Lippe si era estesa quasi sino a Everstein, comprendendo anche le sponde del Weser tra Holzminden e Aerzen. Il 6 giugno 1403 il conte Ermanno VII di Everstein morì senza figli, ma aveva siglato un trattato di successione col signore Simone III di Lippe.

## La guerra

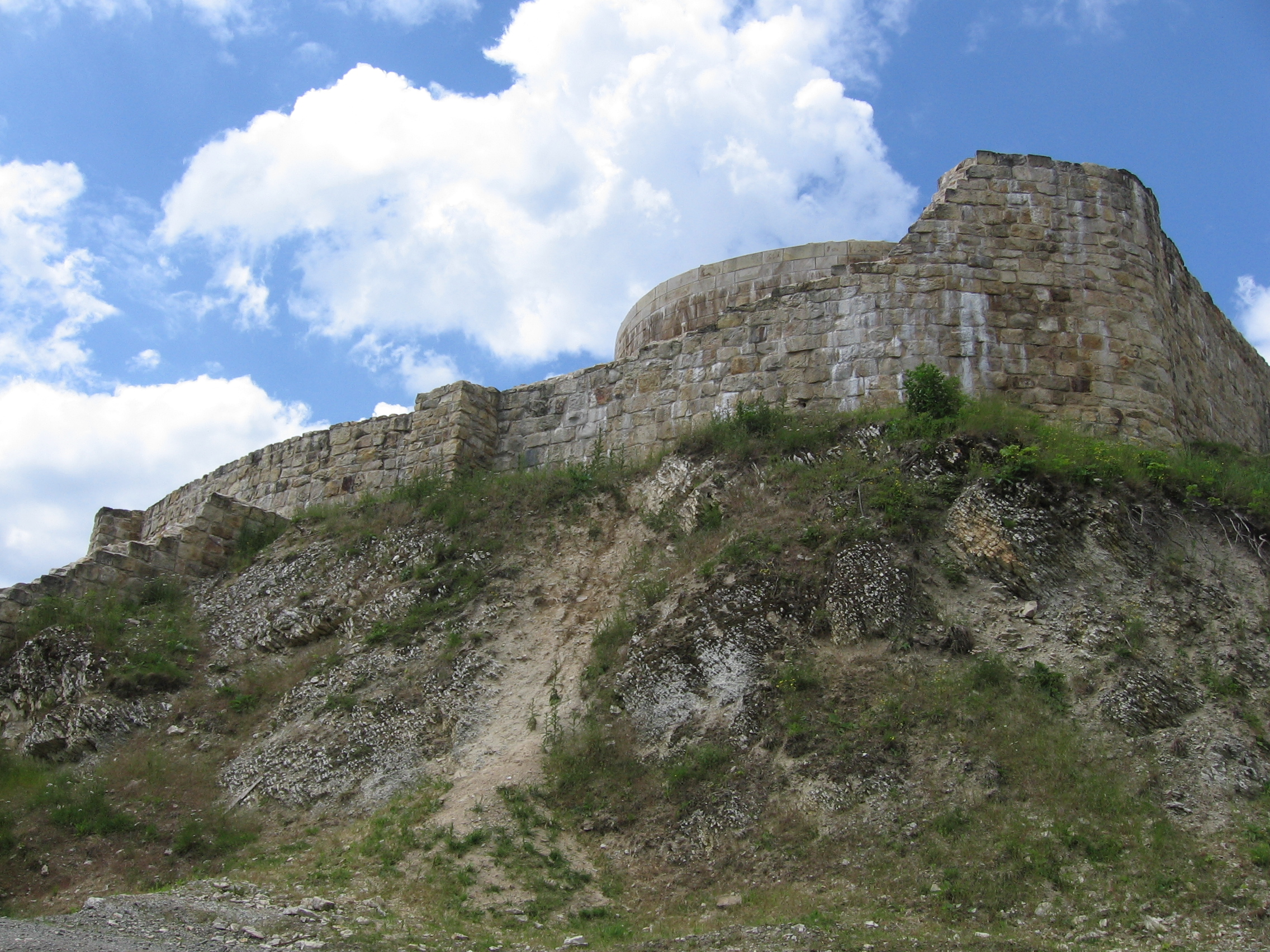
Rovine del castello di Falkenburg (Detmold)

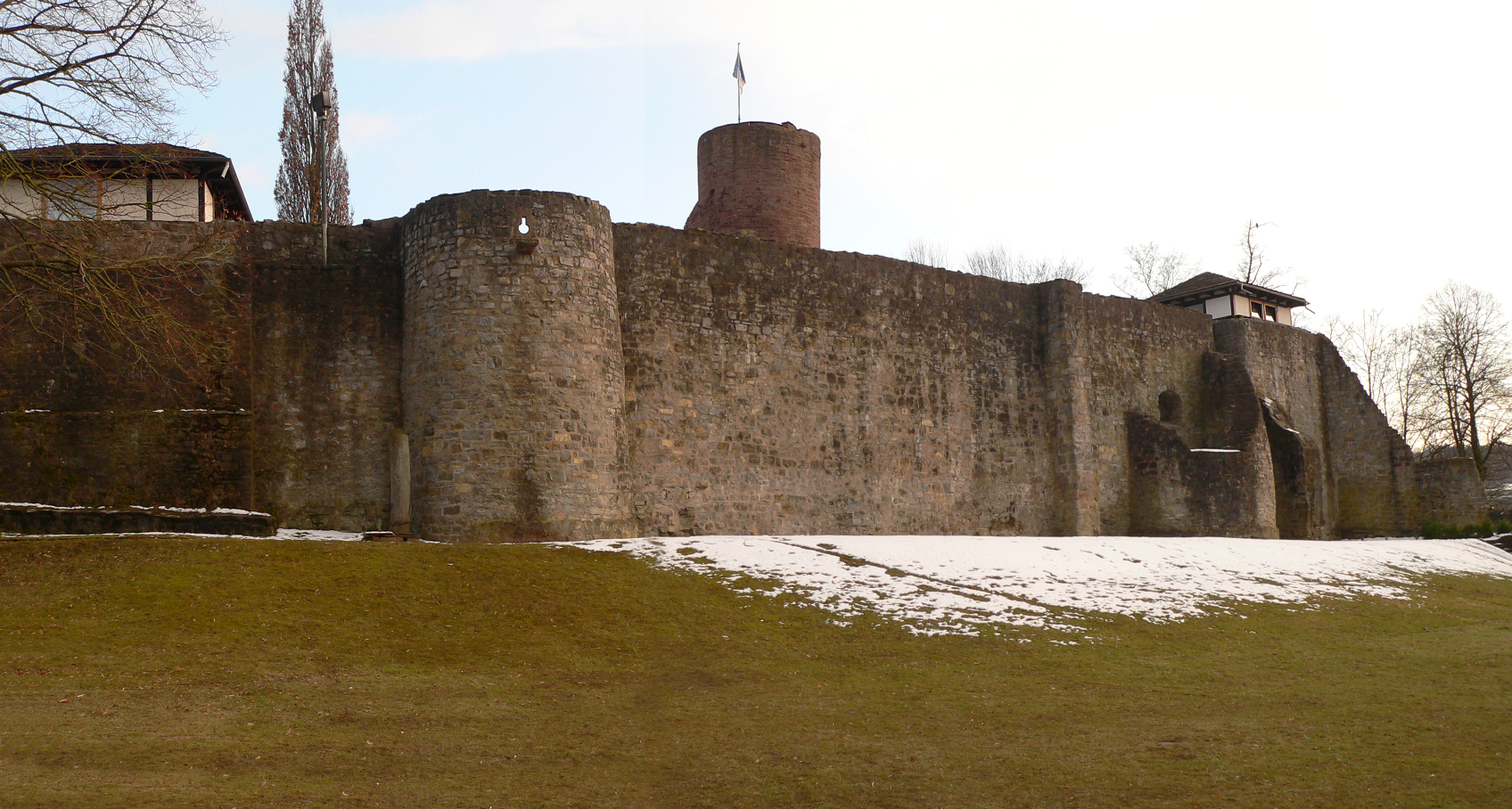
Rovine del castello di Burgruine

Questa espansione di potere dei conti di Lippe venne ritenuta inaccettabile da parte dei duchi di Brunswick-Lüneburg, Enrico e Bernardo, e pertanto iniziarono una faida contro Lippe. Il duca Enrico venne catturato dai cavalieri di Lippe a Falkenburg e portato a Berlebeck. Dopo che Enrico ebbe promesso il pagamento di un tributo di 100 000 fiorini, venne rilasciato l'8 settembre 1405.
Nel 1407 il duca Enrico raggiunse papa Gregorio XII col quale decise di incontrarsi per cancellare il giuramento del suo pagamento ed esentarsi così dal versamento della somma pattuita coi suoi nemici. In quello stesso anno diede vita ad una campagna contro i nobili di Lippe, assediando ed occupando il castello di Polle. Lippe venne quindi attaccata da ogni parte. Vennero coinvolti nel conflitto anche il vescovo di Paderborn col quale il Brunswick era alleato. La guerra colpì particolarmente la città di Detmold e la maggior parte dei villaggi circostanti vennero saccheggiati ed incendiati. L'assedio di Falkenburg, tuttavia, non ebbe il successo sperato. Dopo aver ristabilito l'ordine, il 20 gennaio 1408 i conti di Lippe rinunciarono ai loro diritti sulla contea a favore dei duchi di Brunswick.